# Storm (Tuzla)
Storm, bivši Southern Storm, heavy i progresivni metal bend iz Tuzle. 

## Povijest
Osnovali su ga prosinca 1998. godine Dario Havel i Damir Sinanović, bivši članovi skupine Postmortem.
Neon Knights su 1999. napustili Emir Hot i Mario Vilušić i prešli u Southern Storm, čime se Neon Knights raspao.  Mario Vilušić zamijenio je basista Adnana Omerovića, bivšeg člana Groteska, koji je nakon godinu dana u bendu morao zbog osobnih razloga otići. Nisu imali pravi vodeći vokal, ali su ustrajali i bez obzira na to snimili prve skladbe. Na mjesto glavnog vokala javio se 1999. Elvis Garagić iz Dugog puta i uklopio se. Nastavili su snimati pjesme. Menadžer im je postao Dragutin Matošević. Zaredali su koncerti. Na prvom Heineken Music Festivalu u Zenici održanom kolovoza 2001. osvojili su prvo mjesto, u konkurenciji 42 sastava iz cijele BiH. Zbog studijskih obveza, Hot je 2003. napustio sastav a umjesto njega došao je Samir Sinanović. Sastav je dolaskom Irine Kapetanović 2005. promijenio ime u Irina i Storm. Prvi su album objavili 2002. godine pod etiketom One Records. Snimili su ga u nekoliko studija, Pavarotti u Mostaru, Plaža, Sky, MAK u Zenici. Izvršni producent albuma bio je Josip Dujmović. Producent i autor fotografija bio je Dragutin Matošević. 
Album je ponos bosanske metal pozornice. Nastupali u Hrvatskoj i Sloveniji.

## Članovi
Članovi su:
- Dario Havel - vodeća i ritam gitara
- Samir Sinanović - vodeća i ritam gitara
- Mario Vilušić- bas gitara
- Damir Sinanović - bubnjevi
- Irina Kapetanović - vokal
- Emir Hot - gitara
- Elvis Garagić - vokal

## Diskografija
Diskografija:
- 1999.

## Vanjske poveznice
- Metal Archives Southern Storm
- Emir Hot  Arhivirana inačica izvorne stranice od 17. listopada 2011. (Wayback Machine) 1999.
- Barikada.com Irina & Storm. Storm rock. Razgovarano, 28. svibnja 2007. godine, razgovarao Dragutin Matošević